# Luigi Sucini
Luigi Sucini detto Nacche (Pieve a Bozzone, 4 ottobre 1746 – Siena, 2 febbraio 1824) è stato un fantino italiano.
Tra i fantini con più presenze nella storia del Palio di Siena (corse almeno 49 volte), vinse in otto occasioni in un periodo compreso in ventitré anni (1768 il primo successo, 1791 l'ultimo).
Padre di Polpettino, Nacche fu uno dei fantini di maggiore fama dell'ultima parte del Settecento; fu però altalenante: a prestazioni superbe, ne affiancò altre molto più chiacchierate. Nell'agosto 1780 riuscì a vincere per i colori del Nicchio nonostante avesse corso con una grossa febbre; dieci anni dopo perse un Palio nel Montone in cui era considerato il super favorito, probabilmente per colpa di un giro di scommesse particolarmente in voga in quel periodo.

## Presenze al Palio di Siena
Non v'è certezza sulla completezza dei dati riferiti a Nacche. Appare comunque sicuro che disputò il Palio di Siena in almeno quarantanove occasioni, vincendo otto volte.
Le vittorie sono evidenziate ed indicate in neretto.
| Palio          | Contrada     | Cavallo                | Note |
| -------------- | ------------ | ---------------------- | ---- |
| 16 agosto 1768 | Chiocciola   | Baio di S. Felloni     |      |
| 2 luglio 1769  | Tartuca      | Baio di M. Mancini     |      |
| 2 luglio 1770  | Torre        | Baio di G. Pacini      |      |
| 16 agosto 1771 | Drago        | Grigio di G. Casini    |      |
| 2 luglio 1773  | Aquila       | Baio di G. Gigli       |      |
| 2 luglio 1775  | Istrice      | Baio di F. Mancini     |      |
| 2 luglio 1776  | Oca          | Sauro di P. Bagnacci   |      |
| 2 luglio 1777  | Leocorno     | Grigio di G. Pacini    |      |
| 2 luglio 1778  | Drago        | Sauro di P. Testi      |      |
| 17 agosto 1778 | Civetta      | Grigio di L. Cetti     |      |
| 2 luglio 1779  | Aquila       | Sauro di P. Testi      |      |
| 16 agosto 1779 | Chiocciola   | Grigio di L. Cetti     |      |
| 16 agosto 1780 | Nicchio      | Grigio di L. Cetti     |      |
| 2 luglio 1781  | Chiocciola   | Baio di S. Ticci       |      |
| 16 agosto 1781 | Chiocciola   | Baio di G. Nardi       |      |
| 2 luglio 1782  | Pantera      | Sauro di G. Nardi      |      |
| 16 agosto 1782 | Nicchio      | Baio di G. Gigli       |      |
| 2 luglio 1783  | Valdimontone | Sauro di G. Nardi      |      |
| 18 agosto 1783 | Torre        | Baio di C. Valentini   |      |
| 2 luglio 1784  | Civetta      | Sauro di S. Ticci      |      |
| 16 agosto 1784 | Giraffa      | Morello di L. Dei      |      |
| 2 luglio 1785  | Chiocciola   | Baio di L. Raspanti    |      |
| 17 agosto 1785 | Tartuca      | Morello di A. Coppi    |      |
| 2 luglio 1786  | Onda         | Sauro di G. Nardi      |      |
| 16 agosto 1786 | Onda         | Baio di S. Felloni     |      |
| 2 luglio 1787  | Aquila       | Morello di G. B. Corsi |      |
| 16 agosto 1787 | Civetta      | Morello di L. Dei      |      |
| 2 luglio 1788  | Nicchio      | Morello di L. Dei      |      |
| 18 agosto 1788 | Drago        | Baio di B. Cortecci    |      |
| 2 luglio 1789  | Pantera      | Morello di L. Dei      |      |
| 16 agosto 1789 | Lupa         | Morello di L. Dei      |      |
| 2 luglio 1790  | Valdimontone | Morello di B. Ricci    |      |
| 16 agosto 1790 | Nicchio      | Baio di L. Dei         |      |
| 17 aprile 1791 | Valdimontone | Baio di L. Dei         |      |
| 2 luglio 1791  | Aquila       | Baio di C. Cappannini  |      |
| 2 luglio 1792  | Leocorno     | Falbo di G. Gigli      |      |
| 16 agosto 1792 | Aquila       | Falbo di G. Gigli      |      |
| 2 luglio 1793  | Onda         | Morello di G. Manetti  |      |
| 16 agosto 1793 | Pantera      | Baio di G. Batazzi     |      |
| 3 luglio 1794  | Bruco        | Morello di A. Cortecci |      |
| 17 agosto 1794 | Pantera      | Morello di B. Petrilli |      |
| 2 luglio 1795  | Istrice      | Morello di B. Ricci    |      |
| 2 luglio 1796  | Torre        | Morello di B. Ricci    |      |
| 16 agosto 1796 | Nicchio      | Baio di G. Pignotti    |      |
| 2 luglio 1797  | Drago        | Baio di G. Righi       |      |
| 16 agosto 1798 | Civetta      | Morello di G. Gigli    |      |
| 3 luglio 1800  | Torre        | Morello di G. Righi    |      |
| 17 agosto 1800 | Pantera      | Baio di G. Righi       |      |
| 2 luglio 1808  | Nicchio      | n.d.                   |      |